# Volksabstimmungen in der Schweiz 2001
Dieser Artikel bietet eine Übersicht der Volksabstimmungen in der Schweiz im Jahr 2001.
In der Schweiz fanden 2001 auf Bundesebene elf Volksabstimmungen statt, im Rahmen dreier Urnengänge am 4. März, 10. Juni und 2. Dezember. Dabei handelte es sich um sieben Volksinitiativen, zwei fakultative Referenden und zwei obligatorische Referenden.

## Abstimmungen am 4. März 2001

### Ergebnisse
| Nr. | Vorlage | Art | Stimm- berechtigte | Abgegebene Stimmen | Beteiligung | Gültige Stimmen | Ja      | Nein      | Ja-Anteil | Nein-Anteil | Stände | Ergebnis |
| --- | --- | --- | ------------------ | ------------------ | ----------- | --------------- | ------- | --------- | --------- | ----------- | ------ | -------- |
| 474 | Eidgenössische Volksinitiative «Ja zu Europa»                                                                           | VI  | 4'688'585          | 2'616'119          | 55,79 %     | 2'579'766       | 597'217 | 1'982'549 | 23,15 %   | 76,85 %     | 0:23   | nein     |
| 475 | Eidgenössische Volksinitiative «für tiefere Arzneimittelpreise»                                                         | VI  | 4'688'585          | 2'612'008          | 55,70 %     | 2'565'718       | 791'589 | 1'774'129 | 30,85 %   | 69,15 %     | 0:23   | nein     |
| 476 | Eidgenössische Volksinitiative «für mehr Verkehrssicherheit durch Tempo 30 innerorts mit Ausnahmen (Strassen für alle)» | VI  | 4'688'585          | 2'616'139          | 55,79 %     | 2'588'923       | 525'609 | 2'063'314 | 20,30 %   | 79,70 %     | 0:23   | nein     |

### Ja zu Europa
Als Reaktion auf die Ablehnung des Beitritts zum Europäischen Wirtschaftsraum im Dezember 1992 reichten fünf proeuropäische Organisationen im Juli 1996 eine Volksinitiative ein. Sie verlangte die unverzügliche Aufnahme von Verhandlungen über einen Beitritt der Schweiz zur Europäischen Union (EU). Obwohl der Bundesrat grundsätzlich dasselbe Ziel wie die Initianten verfolgte, wies er das Begehren zurück. Er wollte das Beitrittsgesuch erst dann reaktivieren, wenn seine Integrationspolitik vom Parlament mitgetragen wird. Dieses lehnte die Initiative ebenfalls deutlich ab. Unterstützung fand das Begehren bei linken Parteien sowie bei der CVP (bei 18 abweichenden Kantonalparteien) und der LPS. Die Befürworter waren der Ansicht, ein EU-Beitritt würde die Souveränität der Schweiz stärken, da sie bei wichtigen Entscheidungen mitbestimmen dürfe und die zunehmende internationale Isolation durchbrechen könne. Gegen die Vorlage sprachen sich kleine Rechtsaussenparteien, die SVP und die FDP aus. Während die gemässigten Gegner den Beitritt zur EU nicht grundsätzlich ablehnten, sondern nur die sofortige Aufnahme von Beitrittsverhandlungen, lehnten die SVP und die AUNS jegliche Annäherung an die EU aus prinzipiellen Überlegungen ab. Mehr als drei Viertel der Abstimmenden und sämtliche Kantone stimmten gegen die Vorlage.

### Tiefere Arzneimittelpreise
Im Dezember 1997 reichte das Detailhandelsunternehmen Denner eine Volksinitiative ein, die danach strebte, die Kostenexplosion im Gesundheitswesen und bei den Krankenversicherungen einzudämmen. Konkret verlangte sie, dass alle Arzneimittel, die in den Nachbarstaaten der Schweiz zugelassen sind, ohne weitere Kontrolle auch in der Schweiz verkauft werden dürfen. Zudem sollten über die Grundversicherung nur noch die preisgünstigsten Arzneimittel vergütet werden. Wann immer möglich sollten Generika den Originalpräparaten vorgezogen werden. Bundesrat und Parlament lehnten das Begehren hauptsächlich deshalb ab, weil sie bei einem Wegfall der Zulassungskontrolle Qualitätsmängel befürchteten. Ausserdem verwiesen sie auf verschiedene bereits getroffene Massnahmen zur Kostensenkung. Nur die Lega dei Ticinesi und die Stiftung für Konsumentenschutz unterstützten die Initiative. Die Befürworter argumentierten, das hohe Preisniveau der Arzneimittel könne mit der vorgesehenen Revision des Krankenversicherungsgesetzes und dem neuen Heilmittelgesetz nicht genügend gesenkt werden. Alle anderen Parteien, Verbände und auch das Konsumentinnenforum sprachen sich gegen die Initiative aus. Sie beschneide die Therapiefreiheit der Ärzteschaft, gefährde die Sicherheit der Patienten und führe zu einer «Zweiklassenmedizin». Knapp 70 Prozent der Abstimmenden lehnten die Vorlage ab.

### Strassen für alle
Im März 1999 reichte der Verkehrs-Club der Schweiz (VCS) eine Volksinitiative ein, die auf Innerortsstrassen eine generelle zulässige Höchstgeschwindigkeit von 30 km/h (statt wie bisher 50 km/h) verlangte. Das Tempolimit sollte auf Hauptstrassen erhöht werden dürfen, sofern die Sicherheit der Verkehrsteilnehmer und der Schutz der Anwohner vor Lärm gewährleistet seien. Bundesrat und Parlament empfahlen die Initiative zur Ablehnung, da sie die Forderungen für zu restriktiv hielten. Auf Wunsch des Ständerates präsentierte der Bundesrat noch vor der Abstimmung verschiedene Massnahmen zur Förderung von Tempo-30-Zonen. Nur die linken Parteien unterstützten das Begehren. Sie argumentierten, dass mit Tempo 30 Unfälle vermieden, Schadstoff- und Lärmemissionen reduziert und dafür Sicherheit und Wohnqualität gewonnen werden könnten. Die bürgerlichen Parteien, die Wirtschafts- und Automobilverbände und auch die Beratungsstelle für Unfallverhütung sprachen sich dagegen aus. Sie lehnten eine generelle Höchstgeschwindigkeit ab und verwiesen auf die hohen Folgekosten für Kantone und Gemeinden wegen der dadurch notwendigen flächendeckenden baulichen Massnahmen und Markierungen. Ebenso würden der Verkehrsfluss behindert und der öffentliche Verkehr verlangsamt. Fast vier Fünftel der Abstimmenden und alle Kantone lehnten die Vorlage ab.

## Abstimmungen am 10. Juni 2001

### Ergebnisse
| Nr. | Vorlage | Art | Stimm- berechtigte | Abgegebene Stimmen | Beteiligung | Gültige Stimmen | Ja        | Nein    | Ja-Anteil | Nein-Anteil | Stände | Ergebnis |
| --- | --- | --- | ------------------ | ------------------ | ----------- | --------------- | --------- | ------- | --------- | ----------- | ------ | -------- |
| 477 | Änderung vom 6. Oktober 2000 des Bundesgesetzes über die Armee und die Militärverwaltung (Militärgesetz) (Bewaffnung)                | FR  | 4'698'248          | 1'997'663          | 42,52 %     | 1'965'607       | 1'002'271 | 963'336 | 50,99 %   | 49,01 %     | –      | ja       |
| 478 | Änderung vom 6. Oktober 2000 des Bundesgesetzes über die Armee und die Militärverwaltung (Militärgesetz) (Ausbildungszusammenarbeit) | FR  | 4'698'248          | 1'996'725          | 42,50 %     | 1'957'796       | 1'001'300 | 956'496 | 51,14 %   | 48,86 %     | –      | ja       |
| 479 | Bundesbeschluss vom 15. Dezember 2000 über die Aufhebung der Genehmigungspflicht für die Errichtung von Bistümern                    | OR  | 4'698'248          | 1'975'658          | 42,05 %     | 1'860'664       | 1'194'556 | 666'108 | 64,20 %   | 35,80 %     | 23:0   | ja       |

### Militärgesetz (Bewaffnung)
Seit Jahrzehnten war die Schweiz an internationalen Friedensmissionen beteiligt, allerdings nur mit unbewaffnetem Personal, das zudem von ausländischen Truppen geschützt werden musste. Um die Einsatzmöglichkeiten ausweiten zu können, strebte der Bundesrat eine Teilrevision des Militärgesetzes an, welche die Bewaffnung von Armeeangehörigen im Auslandseinsatz ermöglichen und dem Bundesrat die Kompetenz zur fallweisen Anordnung von bewaffneten Einsätzen auf Grundlage eines UNO- oder OSZE-Mandats geben sollte. Der Ständerat ergänzte die Vorlage um die Formulierung, dass nur Personen, die eigens dafür ausgebildet sind, Friedensförderungsdienst leisten dürfen und dass die Anmeldung für solche Einsätze freiwillig sein muss. Im Nationalrat gab es zwar Opposition von ganz links und ganz rechts, doch das Parlament nahm die Vorlage an. Sowohl die GSoA als auch die AUNS ergriffen das Referendum. Unterstützung erhielten sie dabei von der SVP, der PdA, den Grünen und kleinen Rechtsaussenparteien. Insbesondere die AUNS kämpfte in einer sehr emotional geführten Kampagne gegen jegliche «Einmischung in fremde Konflikte», denn der Einsatz bewaffneter Auslandstruppen sei das Ende der Neutralität der Schweiz. Die linken Gegner befürchteten vor allem eine drohende Annäherung an die NATO. Zu den Befürwortern gehörten FDP, CVP, SP, CSP, EVP und LPS sowie die Schweizerische Offiziersgesellschaft. Es sei im Interesse der Schweiz, sich für den internationalen Frieden einzusetzen, und andere neutrale Staaten würden solche Einsätze als Selbstverständlichkeit betrachten. Der Bundesrat warf ausserdem der AUNS vor, bewusst Lügen zu verbreiten. Die Abstimmenden nahmen die Vorlage mit einer äusserst knappen Mehrheit an.

### Militärgesetz (Ausbildungszusammenarbeit)
Eng mit der Bewaffnungsvorlage verbunden war die gleichzeitig vom Parlament verabschiedete Änderung des Militärgesetzes bezüglich der Ausbildungszusammenarbeit. Der Bund sollte die Kompetenz erhalten, im Rahmen der schweizerischen Aussen- und Sicherheitspolitik internationale Abkommen über die Ausbildung von Truppen im Ausland, die Ausbildung ausländischer Truppen in der Schweiz sowie über gemeinsame Übungen mit ausländischen Truppen abzuschliessen. Auch gegen diese Gesetzesänderung ergriff die AUNS das Referendum (nicht aber die GSoA). Sie betrachtete die Zusammenarbeit in der militärischen Ausbildung als neutralitätswidrige Annäherung an die NATO und wehrte sich gegen die Präsenz ausländischer Soldaten in der Schweiz. Die Befürworter waren dieselben wie bei der Bewaffnungsvorlage. Sie hielten eine verstärkte Zusammenarbeit für unerlässlich, da viele Übungen der Luftwaffe und der Panzertruppen in der dicht besiedelten Schweiz nicht mehr durchgeführt werden könnten. Gemeinsame Übungen mit befreundeten Staaten würden zu einer Verbesserung der Ausbildung beitragen. Die Abstimmenden nahmen die Vorlage mit einer geringfügig grösseren Mehrheit an.

### Aufhebung des Bistumsartikels
Seit der Totalrevision von 1874 enthielt die Bundesverfassung einige konfessionelle Ausnahmeartikel, die auf den damaligen Kulturkampf zurückgingen und sich explizit gegen die römisch-katholische Kirche richteten. Dazu gehörte der Bistumsartikel, der als Reaktion auf den Versuch des Heiligen Stuhls, in Genf ein Bistum zu errichten, aufgenommen worden war. Fortan erforderte die Errichtung von Bistümern die Genehmigung des Bundes. Obwohl das Verbot der Jesuiten und der Errichtung von Klöstern bereits 1973 gefallen war, hatte man bei der Totalrevision von 1999 aus abstimmungstaktischen Gründen auf die Streichung des Bistumsartikels verzichtet. Kurz nach der Abstimmung beschloss das Parlament jedoch, den Artikel im Rahmen einer Teilrevision zur Disposition zu stellen. Mit Ausnahme der EDU, der PdA und einer Minderheit der SVP befürworteten sämtliche Parteien die ersatzlose Streichung des Bistumsartikels. Protestantische und insbesondere evangelikale Gruppierungen bezeichneten den Bistumsartikel als Notbremse gegen die römisch-katholische Kirche und als Garanten der Souveränität des Staates. Die Befürworter der Streichung argumentierten, dass der Bistumsartikel diskriminierend sei, die Religionsfreiheit einschränke und das Völkerrecht verletze. Knapp zwei Drittel der Abstimmenden und alle Kantone stimmten für die Aufhebung, wobei die Zustimmung in katholisch geprägten Kantonen erwartungsgemäss höher ausfiel.

## Abstimmungen am 2. Dezember 2001

### Ergebnisse
| Nr. | Vorlage | Art | Stimm- berechtigte | Abgegebene Stimmen | Beteiligung | Gültige Stimmen | Ja        | Nein      | Ja-Anteil | Nein-Anteil | Stände | Ergebnis |
| --- | --- | --- | ------------------ | ------------------ | ----------- | --------------- | --------- | --------- | --------- | ----------- | ------ | -------- |
| 480 | Bundesbeschluss über eine Schuldenbremse                                                                       | OR  | 4'712'223          | 1'782'381          | 37,82 %     | 1'737'349       | 1'472'259 | 0'265'090 | 84,74 %   | 15,26 %     | 23:0   | ja       |
| 481 | Eidgenössische Volksinitiative «für eine gesicherte AHV – Energie statt Arbeit besteuern!»                     | VI  | 4'712'223          | 1'783'507          | 37,85 %     | 1'739'748       | 0'397'747 | 1'342'001 | 22,86 %   | 77,14 %     | 0:23   | nein     |
| 482 | Volksinitiative «für eine glaubwürdige Sicherheitspolitik und eine Schweiz ohne Armee»                         | VI  | 4'712'223          | 1'787'298          | 37,93 %     | 1'757'325       | 0'384'905 | 1'372'420 | 21,90 %   | 78,10 %     | 0:23   | nein     |
| 483 | Eidgenössische Volksinitiative «Solidarität schafft Sicherheit: Für einen freiwilligen zivilen Friedensdienst» | VI  | 4'712'223          | 1'783'860          | 37,86 %     | 1'744'091       | 0'404'870 | 1'339'221 | 23,21 %   | 76,79 %     | 0:23   | nein     |
| 484 | Eidgenössische Volksinitiative «für eine Kapitalgewinnsteuer»                                                  | VI  | 4'712'223          | 1'783'571          | 37,85 %     | 1'744'109       | 0'594'927 | 1'149'182 | 34,11 %   | 65,89 %     | 0:23   | nein     |

### Schuldenbremse
Im Juni 2000 schlug der Bundesrat dem Parlament die Einführung einer Schuldenbremse vor, die auf Verfassungsstufe die Übergangsbestimmung zu dem im Juni 1998 von Volk und Ständen angenommenen «Haushaltsziel 2001» ablösen sollte. Dadurch sollte ein dauerhaftes Gleichgewicht der Bundesfinanzen auf konjunkturverträgliche Art und Weise gewährleistet sowie die Bildung eines neuen strukturellen Defizits verhindert werden. Defizite wären zwar in wirtschaftlich schwierigen Zeiten zugelassen, müssten aber in den folgenden Jahren guter Konjunktur wieder durch Überschüsse wettgemacht werden. In Ausnahmesituationen sollte die Möglichkeit bestehen, von der Schuldenbremse abzuweichen, allerdings wäre für die Erhöhung der Gesamtausgaben die Zustimmung der Mehrheit aller Mitglieder in beiden Parlamentskammern erforderlich. Gegen den Widerstand der Linken stimmten National- und Ständerat der Vorlage zu. SP, Grüne, PdA und Lega dei Ticinesi sowie der Schweizerische Gewerkschaftsbund kritisierten, die Budgethoheit des Parlaments würde zu stark eingeschränkt, indem man die politischen Entscheide durch eine mathematische Formel ersetze. Ausserdem verhindere die Schuldenbremse einseitig Mehrausgaben, während Steuersenkungen weiterhin möglich seien. Die bürgerlichen Befürworter und die Wirtschaftsverbände propagierten die Schuldenbremse als griffiges Mittel zur Verhinderung eines weiteren Schuldenanstiegs, denn sie korrigiere die bisher ungenügende Ausgabendisziplin des Parlaments. Bei einer unterdurchschnittlichen Beteiligung sprachen sich über vier Fünftel der Abstimmenden und sämtliche Kantone für die Vorlage aus.

### Energie statt Arbeit besteuern
Im Mai 1996 reichten die Grünen eine Volksinitiative ein, die den ökologischen und sozialen Umbau des Steuersystems verlangte. Zur Finanzierung der Sozialversicherungen sollte der Bund eine Steuer auf nicht erneuerbare Energien und auf Elektrizität aus Wasserkraftwerken erheben. Darüber hinaus sollten die Einnahmen zur sozialverträglichen Reduktion der Beiträge für AHV, IV, EO und ALV verwendet werden. Nichterwerbstätige, die ein im Gesetz bestimmtes Mindesteinkommen nicht erreichen, sollten eine Steuerrückerstattung erhalten. Auf diese Weise sollten gleichzeitig die Arbeitslosigkeit bekämpft, die Umweltbelastung gesenkt und die Sozialwerke gesichert werden. Bundesrat und Parlament wiesen das Begehren zurück, da die Einnahmen wegen des wachsenden Finanzierungsbedarfs der Sozialwerke nicht ausreichend sein würden, um die Lohnprozente zu senken. Neben den Grünen und den Umweltschutzverbänden gehörten SP, CSP und EVP zu den Unterstützern. Sie verwiesen auf die Dringlichkeit einer ökologischen Steuerreform, die nicht nur neue Arbeitsplätze schaffe, sondern auch den Umstieg auf erneuerbare Energien vorantreibe und die langfristige Finanzierung der Sozialwerke sichere. Demgegenüber kritisierten die bürgerlichen Parteien insbesondere das Fehlen eines konkreten Höchstansatzes für die geforderte Energiesteuer. Auf diese Weise seien die finanziellen und wirtschaftlichen Auswirkungen der Initiative überhaupt nicht absehbar. Mehr als drei Viertel der Abstimmenden und alle Kantone stimmten gegen die Vorlage.

### Schweiz ohne Armee II
Zehn Jahre nach der Armeeabschaffungsinitiative von 1989, die überraschend viel Zuspruch gefunden hatte, reichte die GSoA im September 1999 eine Volksinitiative mit ähnlicher Stossrichtung ein. So sollte die Schweiz keine Armee haben und niemand militärische Streitkräfte halten dürfen. Davon ausgenommen wäre die Beteiligung an internationalen Friedensbemühungen. Die Sicherheitspolitik des Bundes sollte darauf ausgerichtet werden, Ungerechtigkeiten abzubauen und Chancengleichheit zwischen den Geschlechtern, den sozialen Gruppen und den Völkern sowie eine verträgliche Verteilung der natürlichen Ressourcen zu fördern. Im Ständerat fiel die Vorlage einstimmig durch, im Nationalrat fand sie nur die Zustimmung der Grünen und eines Teils der SP. Unter dem Eindruck der Terroranschläge am 11. September 2001 in New York waren die Stimmberechtigten wenig empfänglich für das Anliegen der Befürworter. Das Argument, dass die Armee gerade neuartigen Bedrohungen wie dem Terrorismus, aber auch der Klimaerwärmung oder der Zerstörung der natürlichen Lebensgrundlagen hilflos gegenüberstehe, konnte nur wenige überzeugen. Sämtliche bürgerlichen Parteien sprachen sich gegen die Initiative aus. Eine Schweiz ohne Armee sei im Fall eines militärischen Angriffs schutzlos, und die Sicherheit der Bevölkerung könne bei existenziellen Gefahren nicht mehr gewährleistet werden. Im Gegensatz zu 1989 blieb eine Überraschung aus, denn nur etwas mehr als ein Fünftel der Abstimmenden nahm die Vorlage an.

### Freiwilliger ziviler Friedensdienst
Gleichzeitig mit ihrer Armeeabschaffungsinitiative reichte die GSoA eine weitere Volksinitiative ein, die einen möglichen konkreten Ansatz zur Umsetzung einer neuartigen Sicherheitspolitik aufzeigen sollte. Als Ersatz für den wegfallenden Militärdienst sollte ein freiwilliger und angemessen entschädigter ziviler Friedensdienst eingeführt werden. Dieser sollte im In- und Ausland zur Verminderung von Gewaltverhältnissen beitragen und auf Anfrage von Nichtregierungsorganisationen, staatlichen Institutionen und internationalen Organisationen unbewaffnete Friedenseinsätze organisieren. Bundesrat und Parlament lehnten das Begehren entschieden ab. Mehrere linke Parteien und der Schweizerische Gewerkschaftsbund unterstützten die Vorlage. Ein ziviler Friedensdienst würde endlich die bestehende Lücke zwischen humanitärer Hilfe, Entwicklungszusammenarbeit, Katastrophenhilfe und Diplomatie schliessen und die Schweizer Tradition des zivilen Engagements für Frieden und Humanität fortsetzen. Alle bürgerlichen und rechtskonservativen Parteien bekämpften die Initiative. Die Forderungen seien «untauglich und überholt». Es würde lediglich eine weitere wenig effiziente und teure Organisation geschaffen. Ausserdem sei die zivile Friedensförderung des Bundes bereits stark ausgebaut. Etwas mehr als drei Viertel der Abstimmenden verweigerten der Vorlage ihre Zustimmung (und somit etwas weniger als bei der Armeeabschaffungsinitiative).

### Kapitalgewinnsteuer
Der Schweizerische Gewerkschaftsbund reichte im November 1999 eine Volksinitiative zur Einführung einer Kapitalgewinnsteuer ein. Gemäss dieser sollte auf realisierten Kapitalgewinnen von privaten Finanzanlagen, die von der direkten Bundessteuer befreit sind, eine Steuer von 20 Prozent erhoben werden. Dabei sollten Kapitalverluste im Steuerjahr und während höchstens zweier weiterer Jahre mit den Kapitalgewinnen verrechnet werden dürfen, während geringfügige Gewinne steuerfrei bleiben würden. Als Folge dieser Initiative würden Kapitalgewinne gleich behandelt wie Liegenschaftsgewinne oder Lohneinkommen, was dem Prinzip der Steuergerechtigkeit entspräche. Bundesrat und Parlament wiesen das Begehren zurück, da die Umsetzung zu viele Nachteile mit sich bringe. In der eher flauen Abstimmungskampagne gab es einen typischen Links-Rechts-Gegensatz. Die linken und gewerkschaftlichen Befürworter machten geltend, dass Normalverdiener jeden Rappen versteuern müssten, während privaten Aktienbesitzern jährlich Milliarden Franken an Steuergeschenken gemacht würden. Bürgerliche Parteien und Wirtschaftsverbände warnten vor dem grossen bürokratischen Aufwand, der letztlich nur wenig Ertrag bringe. Zudem habe die direkte Bundessteuer mit ihrer starken Progression bereits den Charakter einer Reichtumssteuer. Knapp zwei Drittel der Abstimmenden und alle Kantone sprachen sich gegen die Vorlage aus.